# ラ・バスティッド＝プラディーヌ
ラ・バスティッド＝プラディーヌ （La Bastide-Pradines）は、フランス、オクシタニー地域圏、アヴェロン県のコミューン。

## 地理
村は、細長い灰色の石の上、標高600mの険しい崖の上にある。村はラルザック高原から隠される一方で、セルノン川を見下ろしている。

## 歴史
古い地名はLa Bastide de Sernonenqueである。村はかつて聖ヨハネ騎士団のコマンドリーであった。

## 人口統計
| 1962年 | 1968年 | 1975年 | 1982年 | 1990年 | 1999年 | 2005年 | 2014年 |
| ------ | ------ | ------ | ------ | ------ | ------ | ------ | ------ |
| 143    | 143    | 118    | 97     | 102    | 98     | 106    | 107    |

参照元:1962年から1999年までは複数コミューンに住所登録をする者の重複分を除いたもの。それ以降は当該コミューンの人口統計によるもの。1999年までEHESS/Cassini、2006年以降INSEE。